# Cardiff Chess Club
Cardiff Chess Club – walijski klub szachowy z siedzibą w Cardiff.

## Historia
Klub został utworzony w 1883 roku pod nazwą Cardiff and County Chess Club. Była to odpowiedź na brak klubu szachowego w Cardiff, jako że pierwszy klub szachowy w Cardiff, założony w pierwszej połowie lat 50., rozpadł się dziesięć lat wcześniej wskutek złej reputacji. Pierwszym prezesem klubu był Edward Reed. Na początku 1884 roku klub rozegrał dwa mecze towarzyskie ze Swansea Chess Club. 18 marca 1884 roku z tym samym klubem rozegrano mecz przez telefon. W późniejszym czasie zespół rozgrywał mecze telefoniczne z klubami ze Swansea i Newport. Ponadto w listopadzie 1884 roku rozpoczęto tradycję corocznych meczów z Newport Chess Club, trwającą przynajmniej do 1908 roku. W 1885 roku klub zainaugurował turniej handicapowy. W 1889 roku klub zadebiutował w South Wales Challenge Cup, przegrywając z Newport Chess Club. Po raz pierwszy Cardiff wygrał trofeum w 1896 roku, przed I wojną światową powtórzono to osiągnięcie jeszcze w latach 1906 i 1907. Klub organizował także wizyty takich gości, jak Henry Bird, Joseph Blackburne, Emanuel Lasker i Francis Lee, a po I wojnie światowej również José Raúl Capablanca, Borislav Kostić, Frederick Yates, Jewgienij Znosko-Borowski i Vera Menchik. W okresie I wojny światowej działalność klubu została zawieszona. W 1920 roku zespół wygrał Challenge Cup, następnie dokonał tego w latach 1925–1926, 1928–1930 i 1938. Po zakończeniu II wojny światowej, kiedy klub nie funkcjonował, wznowiono jego działalność. W latach 40. symultany w klubie rozegrali Jacques Mieses i Harry Golombek. W 1949 roku klub wygrał Challenge Cup, później zdobywał trofeum wielokrotnie, m.in. trzykrotnie z rzędu w latach 1951–1953, 1957–1959 i 1971–1973. W latach 50. Cardiff Chess Club rozpoczął uczestnitwo w East Glamorgan League, wygrywając ją osiem razy w latach 1957–1964. W latach 1964 i 1966 Challenge Cup wygrała drużyna Cardiff U-23. W 1994 roku klub zadebiutował w Pucharze Europy, przegrywając mecze z TLP Lizbona i CE Strasbourg, a także wygrywając walkowerem spotkanie z PSV Turm Duisburg. W kolejnych latach klub był regularnym uczestnikiem Pucharu Europy. W 1997 roku walijski klub zremisował z KSK Rochade Eupen-Kelmis z Michaiłem Gurewiczem, Władimirem Czuczełowem i Siergiejem Kiszniewem w składzie, a w 2002 roku uzyskał remis z Barbican Chess Club (Jonathan Parker). W latach 2017 i 2024 Cardiff wygrał Welsh Chess Premier League.